# Discoelius
Discoelius is een geslacht van vliesvleugelige insecten van de familie plooivleugelwespen (Vespidae).

## Soorten
- D. dufourii Lepeletier, 1841
- D. zonalis - behangerswesp (Panzer, 1801)